# Roberto Capucci
Roberto Capucci (Roma, 2 dicembre 1930) è uno stilista italiano.

## Biografia
Roberto Capucci nasce a Roma il 2 dicembre 1930. Frequenta il Liceo Artistico e l'Accademia di Belle Arti dove studia con i maestri Mazzacurati, Avenali e de Libero. Nel 1950 apre in via Sistina il suo primo atelier e nel 1951 presenta per la prima volta le sue creazioni presso la residenza del marchese Giovanni Battista Giorgini a Firenze, imprenditore e inventore della moda italiana.
Partecipa nel 1952, insieme ad altri stilisti quali Vincenzo Ferdinandi, la Sartoria Antonelli, l'atelier Carosa, Giovannelli-Sciarra, Polinober, Germana Marucelli, la Sartoria Vanna, Jole Veneziani e sedici ditte di sportwear e boutique alla prima storica sfilata presso la Sala Bianca di Palazzo Pitti a Firenze. Una giovanissima Oriana Fallaci, inviata dal settimanale Epoca, ne racconta la cronaca e gli dedica un articolo pieno di entusiasmo sul settimanale 'Epoca' dove lo descrive “piccolo ed esile come un fantino”.
A soli 26 anni è un designer della moda italiana, particolarmente apprezzato da Christian Dior, che lo definì pubblicamente in un'intervista a Vogue «il miglior creatore della moda italiana», per l'assoluta originalità delle sue creazioni.
Nel 1958 crea la Linea a scatola, autentica rivoluzione dal punto di vista tecnico e stilistico. Per questa proposta innovativa il 17 settembre 1958 riceve a Boston l'Oscar della Moda - Filene's Young Talent Design Award - quale migliore creatore di moda insieme a Pierre Cardin e James Galanos,
Nel 1961 viene accolto in modo entusiastico della critica francese per le sfilate parigine nel calendario della Chambre Syndacale de la Mode che lo portano ad aprire nel 1962 un suo atelier al n. 4 di Rue Cambon a Parigi, ricevendo critiche positive da parte della stampa e l'onore di essere il primo artista italiano a cui sia stato chiesto di "firmare" un prodotto.

Il 1968 vede il suo definitivo rientro in Italia, a Roma, nell'atelier di via Gregoriana; dove presenta le sue collezioni nel calendario della moda organizzato dalla Camera nazionale della moda italiana e, nello stesso anno, disegna i costumi di Silvana Mangano e di Terence Stamp per il film Teorema di Pier Paolo Pasolini.

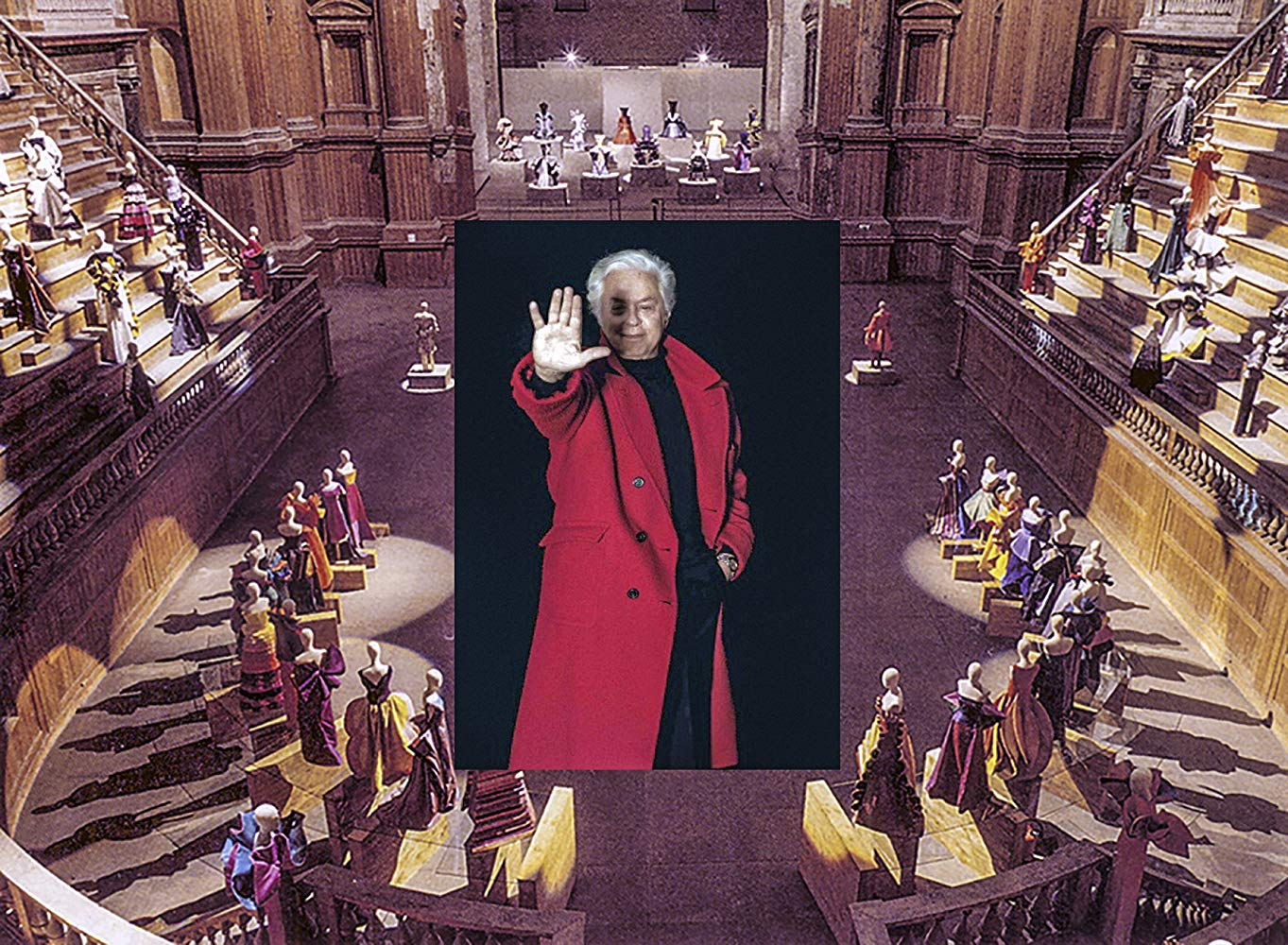
Mostra In difesa della bellezza al Palazzo Farnese di Parma, 1996

Nel luglio del 1970 presenta per la prima volta il suo lavoro in un museo, a Roma nel ninfeo del Museo nazionale etrusco di Villa Giulia, con una collezione che rivoluziona la tradizione delle sfilate, con modelle che indossano stivali con tacco basso, senza trucco e con i capelli al naturale. Inizia in questi anni la grande sperimentazione del Maestro, con l'inserimento nelle collezioni di elementi decorativi rigidi e strutturali, materia ricca e povera, tessuti pregiati, sassi e paglia.
Nel 1980 Capucci si dimette dalla Camera nazionale della moda italiana e decide di presentare le sue collezioni come personali d'artista, realizzandole senza seguire né scadenze né calendari.
Nel 1986 l'Arena di Verona lo chiama a ideare i costumi per le 'sacerdotesse' della Norma, in omaggio alla Callas.
La sua stagione espositiva inizia nel 1990 con la mostra Roberto Capucci l'Arte Nella Moda - Volume, Colore e Metodo in Palazzo Strozzi a Firenze e viene accolto con grandi elogi sia dalla critica, sia dal pubblico nei musei più importanti del mondo, tra cui il Kunsthistorisches Museum (Vienna), il Nordiska Museet (Stoccolma), il Museo Puškin delle belle arti (Mosca), il Philadelphia Museum of Art, la Reggia di Venaria Reale (Torino).
Nel 1995 viene invitato a presentare le sue creazioni all'Esposizione Internazionale di Arti Visive alla Biennale di Venezia, nell'edizione del Centenario della Biennale (1895-1995). Per l'occasione presenta 12 ‘Architetture in Tessuto’ ispirate alle pietre semipreziose e realizzate appositamente per quest'occasione.
Nel 1996 l'Enel produce una gigantesca esibizione di tutte le sue opere al palazzo Farnese di Parma col titolo In difesa della bellezza.
Nel 2005, con l'Associazione Civita, crea la Fondazione Roberto Capucci con lo scopo di preservare il suo archivio che consta di 439 abiti storici, 500 illustrazioni firmate, 22.000 disegni originali, una rassegna stampa completa e una vasta fototeca e mediateca.
Nel 2007 apre nella Villa Bardini di Firenze il Museo della Fondazione Roberto Capucci, all'interno del quale vengono organizzate mostre e un'intensa attività didattica.
Nell'aprile 2012, in collaborazione con l'Associazione Moda e Modi di Milano, viene lanciato il Concorso “Roberto Capucci per i giovani designer. Oltre agli abiti, l'omaggio dei giovani designer riguarda l'oggettistica e l'arredamento. Si conclude nell'aprile 2013 con la premiazione a Palazzo Reale di Milano dei 3 vincitori e con la mostra/evento presso Palazzo Morando.
Prendendo spunto da otto abiti-scultura di uno dei maestri della moda italiana, ed in particolare dalle sue ben note tecniche sartoriali del plissé e delle linee architettoniche delle sue creazioni, designers freelance e studenti delle scuole di moda tra i 18 e 35 anni, sono stati invitati con questo bando a proporre le proprie idee, riunendo così in un progetto unico talenti da diversi rami della creatività italiana ed internazionale: da oggetti di design ad accessori moda, da gioielli ad abiti-scultura in materiale non convenzionale(come carta, plastica e simili) e pattern di tessuti, il concorso ha visto più di 600 iscritti, oltre all'Italia, dagli USA, dal Sud America, Asia, Europa Centrale e dell’Est.

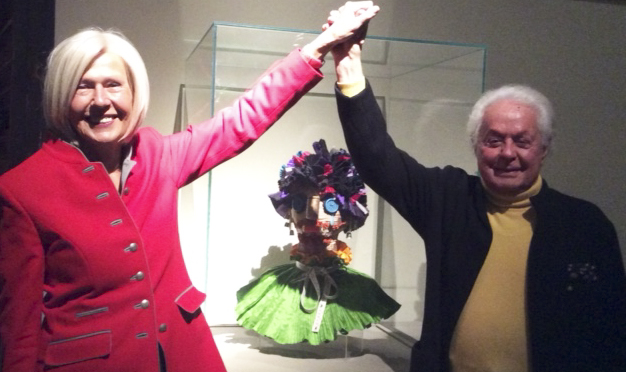
Con Silvia Ferino alla mostra su Arcimboldo (Roma 2019)

## La clientela  e l'amore per l'Oriente

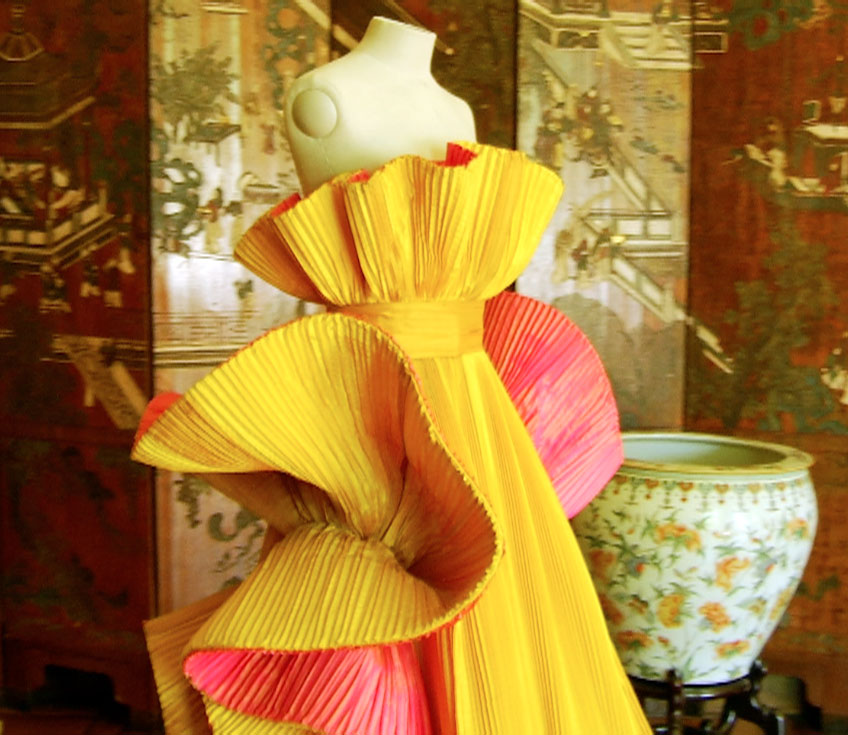
Abito da sera di Capucci in seta plissettata

Roberto Capucci è considerato e riconosciuto a livello internazionale come uno dei più grandi designer del XX secolo. Ha vestito personaggi del mondo dello spettacolo, dell'aristocrazia e del jet set internazionale. Tra i suoi abiti più famosi, quello di velluto viola scuro, ispirato ai colori di Caravaggio, indossato da Rita Levi-Montalcini in occasione del conferimento del Premio Nobel per la medicina del 1986. Pare che la scienziata fosse un po' a disagio per la coda ma Capucci le disse: "Lei professoressa, sarà l'unica donna a ritirare il premio e dovrà essere la regina della serata". Il vestito riscosse i complimenti della regina. Nel suo libro Bauzano ricorda che in seguito la Montalcini divenne cliente di Capucci commissionandogli numerosi abiti, tutti simili tra loro.
Capucci ama sperimentare con diversi materiali, anche non convenzionali. Apprezza molto l'India, il Nepal e la Cambogia, dove va spesso e la Cina, per cui ha anche realizzato, su invito delle autorità, una serie di abiti per la celebrazione della riapertura del sito storico del Daming Palace di Xian nel 2010, dopo 60 di chiusura del complesso.
Tra le decine di cataloghi e libri dedicati a Capucci, "Lo scultore della Seta" di Gian Luca Bauzano (Marsilio, 2019) è quello che traccia in modo sintetico ed efficace il percorso della sua vita e del suo lavoro.

## Famiglia
Roberto Capucci ha un fratello più giovane, l'attore Fabrizio Capucci (1939 - 2024), che si sposò con l'attrice Catherine Spaak e da cui ebbe la figlia Sabrina, ed una sorella, Marcella, che con Silvana Mangano il maestro considerò quale sua musa e che fu sempre al suo fianco nell'azienda. Fabrizio Capucci è padre anche di un giovane regista, Roberto Capucci, omonimo dello zio. Alcuni social, forse per scherzo, dichiarano che il regista non abbia nessun rapporto di parentela col celebre couturier dando così origine a qualche confusione.
La madre inizialmente osteggiò il figlio nel suo percorso nella moda, poiché non credeva fosse un mestiere consono, mentre il patrigno lo incoraggiò. 
Dichiara di avere un solo vizio: spendere denaro in abbigliamento: possiede 42 cappotti in lana del Casentino di tutti i colori.

## Onorificenze e Premi
1994 Milano - Gli viene conferito il titolo di Accademico di Brera.
- 2012 Roma - Il sindaco di Roma conferisce al Maestro Roberto Capucci la Lupa Capitolina

## Bibliografia

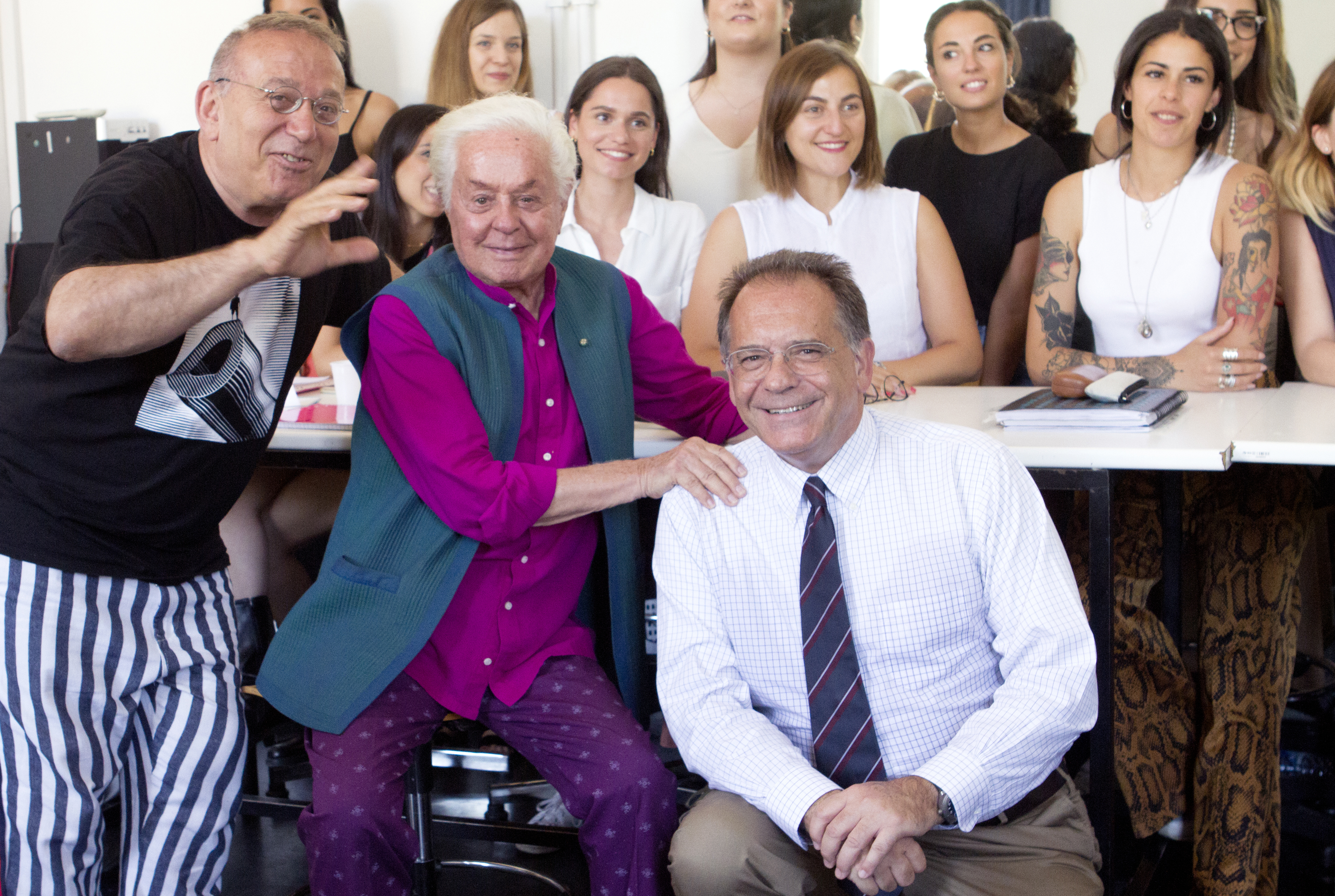
Ottavio Rosati, Roberto Capucci e Alessandro Cecchi Paone allo IED di Roma (2020)